# Singida Fountain Gate FC
El Singida Fountain Gate es un equipo de fútbol de Tanzania que juega en la Liga tanzana de fútbol, la primera división nacional.

## Historia
Fue fundado en el año 2010 en la localidad de Singida por un grupo de trabajadores del DTB Bank con el nombre Diamond Trust Bank Football Club, ganando popularidad a causa del periodo de bonanza que tenía el banco, su propietario. En 2022 el DTB Bank deja al equipo de fútbol para enfocarse en las funciones bancarias luego de que el club lograra el ascenso a la Liga tanzana de fútbol. Eso dio cabida a que los habitantes de la Región de Singida de comprar al equipo y cambiarle el nombre por el de Singida Big Stars, que terminó siendo similar al del otro equipo de la ciudad, el Singida United.
En la temporada de 2022/23 el Singida Big Stars tuvo su primera temporada en la Liga tanzana de fútbol. El equipo se reforzó con jugadores con experiencia internacional provenientes del Simba, Yanga, Azam, Mtibwa, Mbeya City entre otros. El club finalizó en cuarto lugar, con lo que logró la clasificación a la Copa Confederación de la CAF 2023-24.
Luego de la exitosa temporada de 2022–23, el Singida Big Stars consiguió como inversor a la Fountain Gate Academy, interesada en comprar al club con la intención de mejorarlo y modernizarlo. Tras la compra, el Singida Big Stars se fusiona con la Fountain Gate Academy y pasa a llamarse Singida Fountain Gate FC.

## Participación en competiciones de la CAF
| Temporada | Torneo                       | Ronda | Club      | Casa | Visita | Global |
| --------- | ---------------------------- | ----- | --------- | ---- | ------ | ------ |
| 2023/24   | Copa Confederación de la CAF | 1     | JKU SC    | 4-1  | 0-2    | 4-3    |
| 2023/24   | Copa Confederación de la CAF | 2     | Future FC | 1-0  | 1-4    | 2-4    |